# Ighil N'Oumgoun
Ighil n'Oumgoun (àrab إغيل نومڭون) és una comuna rural de la província de Tinghir de la regió de Drâa-Tafilalet. Segons el cens de 2014 tenia una població total de 22.010 persones.